# دون ماكغريغور
دون ماكغريغور (بالإنجليزية: Don McGregor)‏ (15 يونيو 1945، بروفيدنس في الولايات المتحدة)؛ كاتب سيناريو وروائي أمريكي.